# Rágol
Rágol er en by og kommune i det sydøstlige Spanien i provinsen Almería. Den har et indbyggertal på 298 (2024) indbyggere.